# Baníjás
Baníjás (arabsky بانياس) je město v Sýrii v guvernorátu Tartús. Nachází se v severozápadní části země na pobřeží Středozemního moře, 55 km na jih od Latákie a 35 km na sever od Tartúsu. Baníjás se rozkládá na úpatí hory Qalaat al-Marqab, na které stojí křižácký hrad Marqab.

## Ekonomika
Město je známé svými sady a exportem dřeva. Nachází se tu jedna z největších ropných rafinérií v Sýrii. Ve městě je také elektrárna.

## Historie
Město bylo původně fénické a známé Řekům jako Balemia. V době helenistické se přejmenovalo na Leucas podle ostrova v západním Řecku. Město Balanea bylo kolonií dalšího nedalekého města, Aradu. Biskup města se zúčastnil Nikajského koncilu v roce 325.
Během syrské občanské války se 2. května 2013 ve městě a v nedaleké vesnici Bajdá odehrál masakr spáchaný silami prezidenta Asada, přičemž zemřely desítky místních obyvatel.